# Ихлас (информационна агенция)
Информационна агенция „Ихлас“ (на турски: İhlas Haber Ajansı) е турска информационна агенция, основана през 1993 г. със седалище в Истанбул, Турция. Тя е първата частна информационна агенция в Турция, както и първата, която предоставя новини чрез видео. В агенцията работят около 950 служители. Според уебсайта й, тя има голяма мрежа в Турция с 85 регионални бюра.
Информационна агенция „Ихлас“ е дъщерно дружество на „Ихлас медия груп“, което от своя страна принадлежи на конгломерата „Ихлас холдинг“. Тя е финансирана заедно с новинарския телевизионен канал TGRT Haber и вестник „Турция“ от същата медийна група, които се смятат за близки до Партията на справедливостта и развитието (ПСР) и президента Реджеп Таип Ердоган.